# Luigi Talamoni
Luigi Talamoni (3. října 1848 Monza – 31. ledna 1926 Milán) byl italský římskokatolický kněz, zakladatel kongregace Milosrdných sester svatého Gerarda. Katolická církev jej uctívá jako blahoslaveného.

## Život

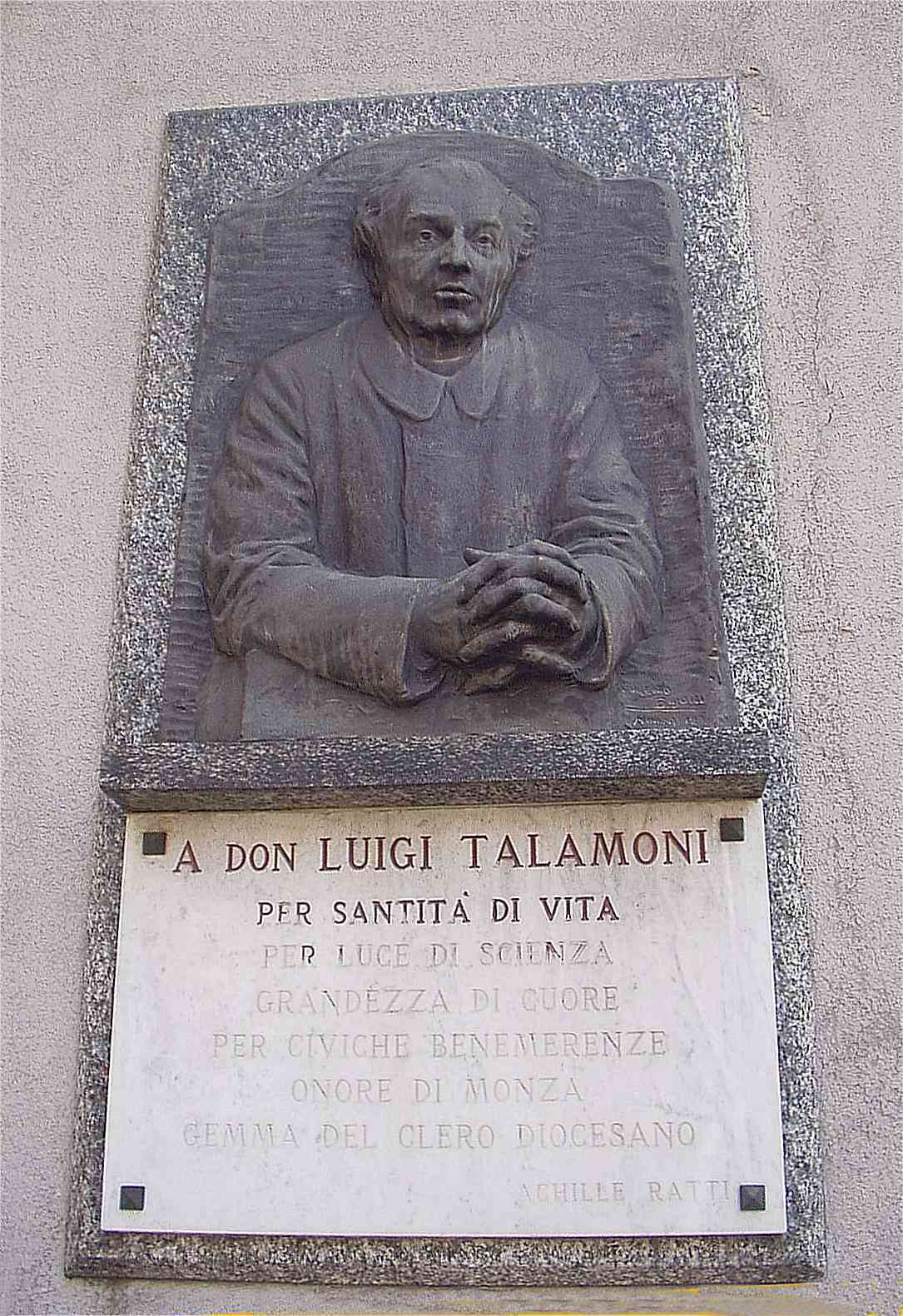
Jeho pamětní deska v Monze

Narodil se dne 3. října 1848 v Monze jako druhé ze šesti dětí rodičům Giuseppemu Talamonimu a Marii Angelice Sala. Pokřtěn byl ještě v den svého narození. Jeho otec pracoval jako kloboučník. Často navštěvoval mši svatou se svým otcem a později sloužil jako ministrant. Toužil se stát knězem.
Své základní vzdělání absolvoval na Oratorio di Barnabita Carrobiolo v Monze. V roce 1865 promoval a zahájil svá kněžská studia v Miláně, kdy se kromě literatury věnoval i teologickým a filozofickým studiím.
Dne 4. března 1871 přijal z rukou milánského arcibiskupa Luigiho Nazariho di Calabiana kněžské svěcení. Svoji primiční mši svatou sloužil ve své rodné Monze a nedlouho poté byl poslán učit na Collegio San Carlo v Miláně, kde byl v té době studentem budoucí papež Pius XI. V roce 1875 byl povolán do Monzy jako učitel tamní střední školy a působil také v pastoraci se zvláštním důrazem na kázání a svátost pokání.
Povzbuzoval a řídil sociální práci, kterou zahájila Maria Biffi Levati a s její pomocí založil dne 25. března 1891 ženskou řeholní kongregaci Milosrdných sester svatého Gerarda.
Rostoucí afirmace socialismu ho přivedla k politické angažovanosti, kdy souhlasil se zařazením do občanských seznamů Katolického výboru v Monze a v roce 1893 byl zvolen do městské rady Monzy. Politicky se angažoval u problematiky potřeby škol a školek, špatného stavu veřejných komunikací a osvětlení. Věnoval se také obraně mravních hodnot. Zasazoval se o zakládání domů pro chudé, ochranu malých podniků, stejně jako o distribuci léků chudým a zlepšení vězeňského prostředí. Jeho úsilí v oblasti sociální mu vyneslo respekt také i u jeho politických oponentů. Navzdory jeho znovuzvolení v roce 1923 ho atmosféra násilí, kterou vyvolala vlna fašismu, donutila odstoupit z městské rady.
Zemřel dne 31. ledna 1926 na klinice Sester lásky svaté Bartolomei Capitanio a Vincenzy Gerosa v Miláně. Jeho ostatky byly dne 20. května 1966 exhumovány a přeneseny do mateřského domu jím založené kongregace v Monze.

## Úcta
Dne 1. července 1992 jej papež sv. Jan Pavel II. podepsáním dekretu o jeho hrdinských ctnostech prohlásil za ctihodného. Dne 12. dubna 2003 byl uznán zázrak na jeho přímluvu, potřebný pro jeho blahořečení.
Blahořečen pak byl dne 21. března 2004 na Svatopetrském náměstí papežem sv. Janem Pavlem II.
Jeho památka je připomínána 31. ledna. Bývá zobrazován v kněžském oděvu. Je patronem italské provincie Monza a Brianza, zřízené v roce jeho blahořečení.